# Kondiaronk

Unterschrift stellvertretend für Kondiaronk; vermutlich von einem Vertreter ihm zu Ehren angefertigt. Bestandteil des Friedensvertrages zum Großen Frieden von Montreal (Unterschrift 5).

Kondiaronk (geboren ca. 1625; gestorben 2. August 1701), genannt auch Gaspar Soiaga, Souojas, Sastaretsi, Adario und vor allem bekannt als Le Rat, war Häuptling der Tionontati und einer vertriebenen Gruppe der Huronen im Gebiet der Mackinacstraße zwischen Michigan- und Huronsee. Er trug wesentlich zum Großen Frieden von Montreal bei, der 1701 zwischen 40 Indianervölkern und Neufrankreich geschlossen wurde, starb jedoch kurz vor der Vertragsunterzeichnung.
Sein Name bedeutet wörtlich „die Bisamratte“ (sie gilt als wendig und schlau).

## Leben
Kondiaronk galt als brillanter Redner und vorausblickender Stratege. Er führte die zwei profranzösischen Stämme der Tionontati und der Huronen nach einer blutigen Attacke der Irokesen 1649 in neue Siedlungsgebiete bei Michilimackinac, zwischen den oberen und unteren Halbinseln des Michigansees.
Zunächst hatte Kondiaronk versucht, dem Expansionsdrang der Irokesen in den Biberkriegen durch ein Bündnis mit den Kolonisten Neufrankreichs zu widerstehen. Später hatte er jedoch die Aussiedlung als einzigen Weg erkannt, seinen Stamm, der auch als Tabak-Indianer bekannt war, sowie eine große Anzahl aufgenommener Huronen vor der Auslöschung zu bewahren. Im Zuge dessen wurde er zum wichtigsten Architekten des großen, über mehrere Jahre verhandelten Friedensvertrags vom August 1701 zwischen den Five Nations der Irokesen und etwa 35 anderen Indianerstämmen im Gebiet der Großen Seen.
Kondiaronk war ein scharfsinniger Beobachter und eignete sich weitreichende Kenntnisse über die Kultur der Europäer an. Es ist anzunehmen, dass er in diesem Zusammenhang als Botschafter seines Volkes 1691 am Hof König Ludwigs XIV. war.
Kondiaronk gelang es, alle Konfliktparteien von den Vorteilen eines umfassenden Friedenswerks zu überzeugen. Der Jesuit und Historiker Pater Pierre-François de Charlevoix schrieb über ihn, der sich schon früher hatte katholisch taufen lassen: “c'était l'opinion générale qu'aucun Indien n'avait jamais possédé plus de mérite, un esprit plus fin, plus de valeur, plus de prudence ou de discernement dans la compréhension de ceux avec qui il avait affaire.” (Es herrschte die allgemeine Meinung, dass kein Indianer jemals über größere Verdienste, einen feineren Geist, mehr Tapferkeit, Klugheit oder Urteilsvermögen im Verständnis derjenigen verfügt habe, mit denen er zu tun hatte). Trotz der Taufe kritisierte Kondiaronk die außergewöhnliche Selbstherrlichkeit der Jesuiten und äußerte große Zweifel an den christlichen Dogmen.
Zwei Tage vor der Vertragsunterzeichnung starb der Häuptling am 2. August an einem Fieber. Er wurde unter großen Feierlichkeiten in der Notre-Dame-Kirche von Montreal begraben, doch blieb vom Grab nichts erhalten.

## Kondiaronks Weltsicht
In den Aufzeichnungen von Louis-Armand de Lom d’Arce (1666–1716, bekannt als Baron de Lahontan) finden sich Konversationen zwischen ihm und Kondiaronk, in denen eine sehr kritische und ablehnende Sicht des Wyandot (Wendat)-Weisen auf die europäische Gesellschaft im Hinblick auf Religion, Politik, Privateigentum, Recht, Freiheit, Solidarität, Macht, Gehorsam, Gesundheit und Sexualleben deutlich wird. Insbesondere in der Funktion des Geldes sah er die wesentliche Quelle aller negativen Eigenschaften der Franzosen. Galten die Dialoge in früheren Zeiten als eher fiktiv, werden sie heute von (vor allem indigenen) Wissenschaftlern zunehmend als real geführte Gespräche bewertet. (Original: „Supplement aux Voyages ou Dialogues avec le sauvage Adario“, 1703) zitiert Lahontan:
Kondiaronk:
„Ich denke seit sechs Jahren über den Zustand der europäischen Gesellschaft nach und finde das Handeln der Menschen dort noch immer in allen Bereichen unmenschlich. Ich bin der Überzeugung, dass sich dies auch nicht ändern wird, solange ihr an eurer Unterscheidung zwischen »mein« und »dein« festhaltet. Ich versichere, dass das, was ihr Geld nennt, der Teufel der Teufel ist, der Tyrann der Franzosen, der Quell alles Bösen, das Verderben der Seelen und das Schlachthaus der Lebenden. Zu glauben, man könnte im Land des Geldes leben und seine eigene Seele bewahren, ist, als glaubte man, sein Leben am Grunde eines Sees bewahren zu können. Geld ist der Vater von Luxus, Ausschweifung, Schwindel, Lügen, Betrug, Unaufrichtigkeit – des schlechtesten Verhaltens der Welt. Väter verkaufen ihre Kinder, Ehemänner ihre Frauen, Ehefrauen betrügen ihre Männer, Brüder töten einander, Freunde sind falsch, und alles nur wegen des Geldes. Im Lichte all dessen sage mir, ob wir Wendat nicht recht taten, Silber nicht zu berühren oder sogar nicht einmal anzusehen?“
(...)
Lahontan:
„Versuche einmal in deinem Leben, ernsthaft zuzuhören. Kannst du nicht begreifen, teurer Freund, dass die Völker Europas ohne Gold und Silber – oder ein ähnliches kostbares Symbol – nicht bestehen könnten? Adlige, Priester, Kaufleute und alle möglichen anderen, denen es an der Kraft mangelt, den Boden zu bestellen, würden sonst schlicht Hungers sterben. Unsere Könige wären keine Könige; welche Soldaten hätten wir? Wer würde für Könige oder sonst irgendjemanden arbeiten? Europa würde ins Chaos stürzen, und die schlimmste Verwirrung, die man sich nur vorstellen kann, würde entstehen.“
Kondiaronk:
„Glaubst du ernsthaft, du könntest mich überzeugen, indem du die Bedürfnisse von Adligen, Kaufleuten und Priestern anführst? Wenn du die Vorstellung von Mein und Dein ablegtest, ja, dann würden solche Unterscheidungen zwischen den Menschen verschwinden; eine allgemeine Gleichheit würde unter den Deinen herrschen, wie sie jetzt bei den Wendat besteht. Freilich würde in den ersten dreißig Jahren nach dem Verbot der Selbstsucht eine gewisse Verwüstung eintreten, da diejenigen, die nichts anderes als essen, trinken, schlafen und sich vergnügen können, ermatten und sterben würden. Ihre Nachkommen indes wären für unsere Lebensweise geeignet. Immer wieder habe ich die Eigenschaften hervorgehoben, die nach Überzeugung der Wendat die Menschheit definieren sollten – Weisheit, Vernunft, Gleichheit usw. – und demonstriert, dass die Existenz separater materieller Interessen all diesen zuwiderläuft. Ein Mensch, der von einem Interesse getrieben wird, kann kein Vernunftmensch sein.“

## Ehrungen
- Das Kondiaronk-Belvedere im Mount Royal Park wurde nach ihm benannt.
- 2001 ernannte ihn die Regierung Kanadas zu einer „Person von nationaler historischer Bedeutung“.[9]